# Injective Protocol (INJ)
Injective (INJ) — это платформа, оптимизированная для финансов Web3 . Это открытая, совместимая финтех-технология первого уровня, которая предоставляет разработчикам готовые к использованию модули для запуска широкого спектра приложений с поддержкой смарт-контрактов, включая децентрализованные спотовые биржи и биржи деривативов, рынки прогнозов, протоколы кредитования и многое другое.
| Область    | Web 3                  |
| Основатели | Эрик Чен, Альберт Чон  |
| Сфера      | Финтех                 |
| Основано   | 2018                   |
| Сайт       | https://injective.com/ |
| Блокчейн   | Layer - 1              |

## История
Injective был запущен компанией Injective Labs, основанной Эриком Ченом и Альбертом Чоном в 2018 году в рамках первой инкубационной программы, организованной Binance Labs. 
В декабре Injective запустила тестовую сеть для торговой платформы DeFi , построенную поверх ее уровня.  В апреле 2021 года платформа собрала 10 миллионов долларов в рамках «партийного» раунда финансирования с участием миллиардера Марка Кьюбана. 
В июле Injective претерпел обновление основной сети CosmWasm, чтобы добавить в Injective масштабируемые смарт-контракты.  В августе 2022 года Injective привлекла 40 миллионов долларов США в рамках раунда финансирования под руководством Jump Crypto для финансирования своего токена INJ, обеспечения ликвидности существующих dApps, созданных на Injective, и поддержки новых dApps в будущем. 
В январе 2023 года платформа запустила экосистемную инициативу фонда стоимостью 150 миллионов долларов для ускорения совместимой инфраструктуры и внедрения DeFi.  В июле платформа включила XRP Ripple в свою экосистему.  В августе 2023 года Injective запустила Helix Institutional , чтобы помочь учреждениям получить доступ к преимуществам DeFi. 